# 盧克·李斯特
盧克·李斯特（Luke List，1985年1月14日—）是一位美國高爾夫球選手，他現在參加PGA巡迴賽的賽事。李斯特擁有PGA參賽球員中最常的平均開球距離。李斯特曾經參加Web.com巡迴賽的賽事，並在2014-15賽季結束時獲得了2015-16賽季PGA巡迴賽的入場券。